# Mys

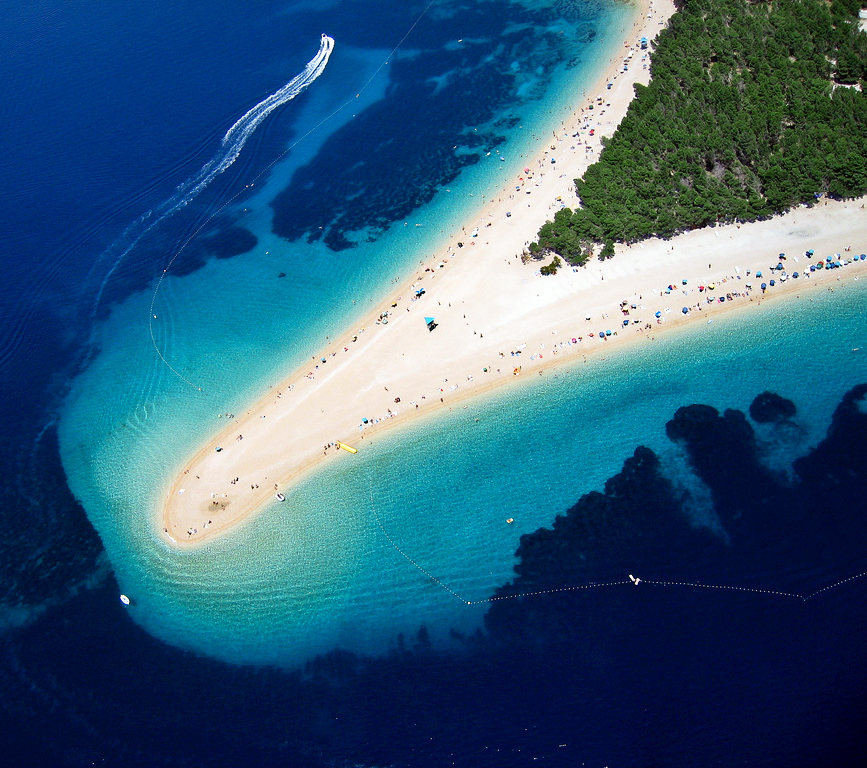
Mys Zlatni rat na ostrově Brač v Chorvatsku

Mys je obvykle skalnatý výběžek pevniny do moře
nebo oceánu, často bývá ze tří stran obklopen vodou.

## Významné mysy
- Afrika: Bílý mys, Cape Point, Cape Angela, Hafun, mys Dobré naděje, Střelkový mys, Zelený mys
- Antarktida: Brown Bluff
- Asie: mys Baba, mys Buru, Čeljuskinův mys, Děžňovův mys, mys Hadd, mys Kumárí, mys Lopatka, Ras Muhamad, Sata, Sója
- Austrálie: Cape York, South East Cape, Steep Point, Cape Byron
- Evropa: Cabo da Roca, Fisterra, Grenen, mys Hague, Kanin nos, Kinnarodden, Land's End, Lizard Point, Mizen, Nordkapp, Ortegal, mys Raz, Saryč, Spartivento, mys svatého Vincence, mys Trafalgar, Wrath, Zlatni rat.
- Jižní Amerika: mys Horn, mys Charles, Froward, Ponta do Seixas, Punta Gallinas, Punta Pariñas
- Severní Amerika: Cape Barrow, Mys Canaveral, Cape Cod, mys Flattery, mys Hatteras, Nordostrundingen, Point Barrow, Point Wilson, Punta Mariato, mys Morris Jesup, Cape Murchison, Cape Prince, mys svatého Lukáše, Wrangelův mys